# Raúl García Rivera
Raúl García Rivera (Monterrey, Nuevo León; 12 de septiembre de 1936 - Monterrey, Nuevo León; 22 de enero de 2022) fue un torero, matador de toros, mexicano. Se encuentra entre los pocos matadores que han conseguido más indultos en la Plaza México.

## Trayectoria
Raúl García recibió su alternativa junto a Gabriel España el 1 de febrero de 1959 en la plaza de toros Monumental de Morelia, Michoacán. Luis Procuna actuó como padrino de ambas alternativas, que fueron las primeras  otorgadas en esta plaza que en ese entonces tenía apenas siete años de existencia. La ganadería fue Torrecilas y el primer toro «Saladito».
Recibió su confirmación en la Plaza México el 16 de abril de 1961, apadrinado por Fernando de los Reyes «El Callao» y Gabriel España como testigo. En España su confirmación fue el 26 de mayo de 1966 en la Plaza de las Ventas, su padrino fue Paco Camino y el testigo Manuel Benítez «El Cordobés», lidiando a «Camillero» de la ganadería de Francisco Galache de Fernandinos.
Su toro más recordado fue «Comanche» de la ganadería Santo Domingo, que lidió el 31 de enero de 1965 en la Plaza México y al cual le concedió el indulto. El torero regiomontano también indultó en la México a «Guadalupano», de la ganadería Las Huertas, el 17 de mayo de 1967, lo que lo colocó en el grupo de toreros que más indultos han concedido en esta plaza. Raúl García comparte con Curro Rivera el segundo lugar entre los diestros que más astados han indultado en la Plaza México, con dos ejemplares cada uno, solo superados por Jorge Gutiérrez que indultó tres ejemplares.